# دانيمورا (نيويورك)
دانيمورا (بالإنجليزية: Dannemora (town), New York)‏ هي بلدة أمريكية تقع في الولايات المتحدة في نيويورك (ولاية)، تأسست عام 1854. يقدر عدد سكانها بـ 4,898 نسمة ومساحتها 170.4 كم2 وترتفع عن سطح البحر 438.61 متر.